# Vacuna antineumocócica conjugada
La vacuna antineumocócica conjugada es una vacuna antineumocócica elaborada con el método de la vacuna conjugada y utilizada para proteger a lactantes, niños pequeños y adultos contra la enfermedad causada por la bacteria Streptococcus pneumoniae (neumococo). Contiene polisacárido capsular purificado de serotipos de neumococo conjugado con una proteína portadora para mejorar la respuesta de anticuerpos en comparación con la vacuna antineumocócica de polisacáridos. La Organización Mundial de la Salud (OMS) recomienda el uso de la vacuna conjugada en las vacunaciones sistemáticas que se administran a los niños.
La inmunidad mediada por la vacuna "se confiere principalmente por la eliminación opsonofagocítica de S. pneumoniae
Los efectos secundarios más frecuentes en los niños son disminución del apetito, fiebre (sólo muy frecuente en niños de seis semanas a cinco años), irritabilidad, reacciones en el lugar de la inyección (enrojecimiento o endurecimiento de la piel, hinchazón, dolor o sensibilidad), somnolencia y sueño de mala calidad. En adultos y ancianos, los efectos secundarios más frecuentes son disminución del apetito, dolores de cabeza, diarrea, fiebre (sólo muy frecuente en adultos de 18 a 29 años), vómitos (sólo muy frecuente en adultos de 18 a 49 años), erupción cutánea, reacciones en el lugar de la inyección, limitación del movimiento de los brazos, artralgia y mialgia (dolor articular y muscular), escalofríos y fatiga.

## Marcas

### Capvaxive
Prevnar 20 (PCV20) es la tercera versión de una vacuna producida por la filial Wyeth de Pfizer. En abril de 2023, la FDA aprobó Prevnar 20 para la prevención de la enfermedad invasiva causada por los 20 serotipos diferentes de S. pneumoniae contenidos en la vacuna (serotipos 1, 3, 4, 5, 6A, 6B, 7F, 8, 9V, 10A, 11A, 12F, 14, 15B, 18C, 19A, 19F, 22F, 23F y 33F) para personas de 6 semanas a 17 años de edad; y para la prevención de la otitis media (infección del oído) causada por 7 de los serotipos de Streptococcus pneumoniae contenidos en la vacuna para niños de 6 semanas a 5 años de edad. En junio de 2023, el Comité Asesor sobre Prácticas de Inmunización (ACIP) aprobó la PCV20 (Prevnar 20) para su uso en niños estadounidenses.

### Pneumosil
Pneumosil es una vacuna antineumocócica conjugada decavalente producida por el Serum Institute of India. Contiene los serotipos 1, 5, 6A, 6B, 7F, 9V, 14, 19A, 19F y 23F, y fue precalificada por la OMS en enero de 2020.

### Prevnar

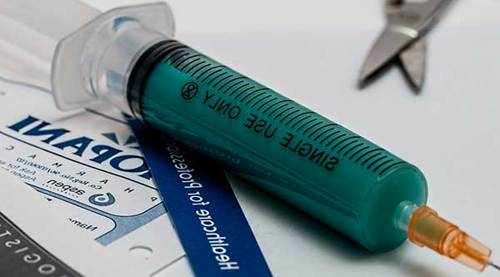
Vacuna prevenar

Capvaxive es una vacuna neumocócica conjugada 21-valente fabricada por Merck y aprobada para uso médico en los Estados Unidos en junio de 2024. Está indicada para la inmunización activa para la prevención de la enfermedad invasiva causada por los serotipos 3, 6A, 7F, 8, 9N, 10A, 11A, 12F, 15A, 15B, 15C, 16F, 17F, 19A, 20A, 22F, 23A, 23B, 24F, 31, 33F y 35B de Streptococcus pneumoniae en personas de 18 años o más; y para la inmunización activa para la prevención de la neumonía causada por los serotipos 3, 6A, 7F, 8, 9N, 10A, 11A, 12F, 15A, 15B, 15C, 16F, 17F, 19A, 20A, 22F, 23A, 23B, 24F, 31, 33F y 35B de S. pneumoniae serotipos 3, 6A, 7F, 8, 9N, 10A, 11A, 12F, 15A, 15C, 16F, 17F, 19A, 20A, 22F,23A, 23B, 24F, 31, 33F, y 35B en individuos de 18 años de edad y mayores.
La segunda versión, Prevnar 13 (PCV13), contenía trece serotipos de neumococo (1, 3, 4, 5, 6A, 6B, 7F, 9V, 14, 18C, 19A, 19F y 23F). Sustituyó a Prevnar, la vacuna neumocócica conjugada heptavalente (PCV7). Prevnar 13 se aprobó para su uso en la Unión Europea en diciembre de 2009. En febrero de 2010, Prevnar 13 se aprobó en Estados Unidos para sustituir a Prevnar. Tras esperar el resultado de un ensayo en curso en los Países Bajos, los Centros para el Control y la Prevención de Enfermedades (CDC) recomendaron la vacuna para adultos mayores de 65 años en agosto de 2014.
La primera versión, el Prevnar heptavalente (PCV7), se produjo a partir de las siete cepas más prevalentes de la bacteria Streptococcus pneumoniae en los EE. UU. (4, 6B, 9V, 14, 18C, 19F y 23F). Prevnar se aprobó para su uso en Estados Unidos en febrero de 2000, y se recomendó la vacunación con Prevnar a todos los niños menores de 2 años y a los niños no vacunados de entre 24 y 59 meses de edad con alto riesgo de infecciones neumocócicas. La formulación dio lugar a una probabilidad de protección del 98% frente a las cepas constituyentes, causantes del 80% de las enfermedades neumocócicas en lactantes en Estados Unidos La PCV7 ya no se fabrica.
En las vacunas Prevnar, los azúcares de la cápsula de la célula bacteriana, una característica de estos patógenos, están unidos (conjugados) mediante aminación reductora a CRM197, una variante recombinante no tóxica de la toxina diftérica. La CRM197 procede de la cepa C7 de Corynebacterium diphtheriae cultivada en un medio de casaminoácidos y extractos de levadura. Las bacterias que contienen los azúcares polisacáridos de la vacuna se cultivan por separado en caldos de peptona de soja. El glicoconjugado resultante produce una respuesta inmunitaria más robusta en la mayoría de las personas sanas. También se añade aluminio a la vacuna como adyuvante, lo que refuerza aún más la respuesta inmunitaria.

### Synflorix
Synflorix (PCV10) es producida por GlaxoSmithKline. Es una vacuna decavalente y, por tanto, contiene diez serotipos de neumococo (1, 4, 5, 6B, 7F, 9V, 14, 18C, 19F y 23F) conjugados con una proteína transportadora. Synflorix recibió un dictamen positivo de la Agencia Europea de Medicamentos (EMA) para su uso en la Unión Europea en enero de 2009, y GSK recibió la autorización de la Comisión Europea para comercializar Synflorix en marzo de 2009.

### Vaxneuvance
Vaxneuvance es una vacuna antineumocócica conjugada 15-valente creada por Merck que fue aprobada para uso médico en Estados Unidos en julio de 2021. La vacuna se desarrolló con el nombre en clave "V114". Es idéntica a la PCV13, salvo que añade los serotipos 22F y 33F. Estos dos serotipos son especialmente importantes porque, tras "el uso generalizado de la PCV13...[vacuna] en muchos países", estos dos serotipos se encuentran ahora "entre los principales serotipos causantes de IPD en niños y adultos."
Vaxneuvance está indicada para la inmunización activa para la prevención de la enfermedad invasiva causada por los serotipos 1, 3, 4, 5, 6A, 6B, 7F, 9V, 14, 18C, 19A, 19F, 22F, 23F y 33F de Streptococcus pneumoniae en adultos a partir de 18 años de edad.
El 14 de octubre de 2021, el Comité de Medicamentos de Uso Humano (CHMP) de la Agencia Europea de Medicamentos (EMA) adoptó un dictamen positivo, recomendando la concesión de una autorización de comercialización para el medicamento Vaxneuvance, destinado a la profilaxis contra la neumonía neumocócica y la enfermedad invasiva asociada. El solicitante de este medicamento es Merck Sharp & Dohme BV Vaxneuvance fue aprobada para uso médico en la Unión Europea en diciembre de 2021.

## Calendario de vacunación
Como ocurre con todas las vacunas, el hecho de que esté disponible o sea obligatoria, y en qué circunstancias, varía en función de las decisiones que tomen los organismos locales de salud pública.
Los niños menores de dos años no responden adecuadamente a la vacuna de 23 serotipos para adultos, por lo que se utiliza una vacuna antineumocócica conjugada. Aunque sólo cubre siete cepas de un total de más de noventa, estas siete cepas causan entre el 80% y el 90% de los casos de enfermedad neumocócica grave, y se considera que tiene una eficacia de casi el 100% contra estas cepas.

### Reino Unido
El calendario de vacunación infantil del Reino Unido para los bebés nacidos después del 31 de diciembre de 2019 consta de un ciclo primario de una dosis a las doce semanas de edad y una segunda dosis al año de edad. Para los bebés nacidos antes del 1 de enero de 2020 y los de Escocia, el calendario de vacunación infantil consta de un ciclo primario de dos dosis a las ocho y dieciséis semanas de edad con una tercera dosis final al año de edad.
Los niños con riesgo especial (p. ej., anemia de células falciformes y asplenia) requieren la protección más completa que se pueda lograr usando la vacuna conjugada, y la vacuna de polisacáridos más extensa se administra después del segundo año de vida:
| Edad              | 2 a 6 meses                                                        | 7 a 11 meses                                                       | 12 a 23 meses                                                      |
| vacuna conjugada  | 3 × dosis mensual                                                  | 2 × dosis mensual                                                  | 2 dosis, con 2 meses de diferencia                                 |
| vacuna conjugada  | Dosis adicional en el segundo año de vida.                         |                                                                    | 2 dosis, con 2 meses de diferencia                                 |
| vacuna 23-valente | Luego, después del segundo cumpleaños, dosis única de 23-valencias | Luego, después del segundo cumpleaños, dosis única de 23-valencias | Luego, después del segundo cumpleaños, dosis única de 23-valencias |

### Estados Unidos
En 2001, los Centros para el Control y la Prevención de Enfermedades (CDC), siguiendo el consejo de su Comité Asesor sobre Prácticas de Inmunización (ACIP), recomendaron que la vacuna se administrara a todos los bebés y niños pequeños en los Estados Unidos. La demanda resultante superó la producción, lo que generó una escasez que no se resolvió hasta 2004. Todos los niños, según el calendario de vacunación estadounidense, deben recibir cuatro dosis, a los dos meses, a los cuatro meses, a los seis meses y nuevamente entre el año y los quince meses de edad.
Los CDC actualizaron las pautas de vacunación neumocócica para adultos de 65 años o más en 2019.
En octubre de 2021, los CDC recomendaron que los adultos de 65 años o más que no hayan recibido previamente una vacuna antineumocócica conjugada o cuyo historial de vacunación previa se desconozca reciban una vacuna antineumocócica conjugada (PCV20 o PCV15). Si se utiliza la PCV15, debe ir seguida de una dosis de la PPSV23. Los CDC recomiendan que los adultos de 19 a 64 años con determinadas afecciones médicas subyacentes u otros factores de riesgo que no hayan recibido previamente una vacuna antineumocócica conjugada o cuyo historial previo de vacunación se desconozca reciban una vacuna antineumocócica conjugada (PCV20 o PCV15).
Los CDC publicaron pautas revisadas y consolidadas en septiembre de 2023, para adultos de 19 años o más.

## Eficacia

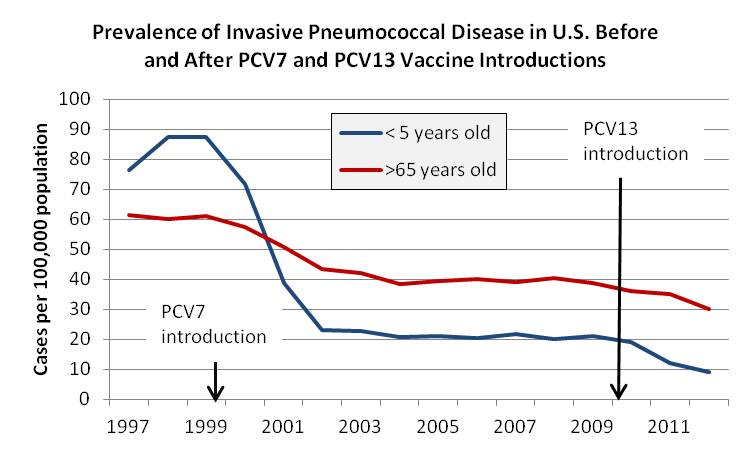
Incidencia en Estados Unidos de enfermedad neumocócica invasiva antes y después de la introducción de las vacunas neumocócicas de 7 y 13 valencias.

Prevnar-7 está diseñada para detener siete de los cerca de noventa serotipos de neumococo que tienen el potencial de causar enfermedad neumocócica invasiva (ENI). En 2010 se introdujo una vacuna 13-valente. Cada año, la enfermedad neumocócica invasiva mata aproximadamente a un millón de niños en todo el mundo. Desde su aprobación, varios estudios epidemiológicos han documentado la eficacia de Prevnar para prevenir la enfermedad neumocócica invasiva. Existen pruebas de que otras personas que viven en el mismo hogar que un vacunado también quedan relativamente protegidas. Hay pruebas de que la vacunación infantil sistemática reduce la carga de la enfermedad neumocócica en adultos y, en especial, en adultos de alto riesgo, como los que viven con el VIH/sida.
Sin embargo, la vacuna se desarrolló principalmente para la situación epidemiológica de Estados Unidos y Europa, por lo que sólo cubre de forma limitada los serotipos que causan infecciones neumocócicas graves en la mayoría de los países en desarrollo.

## Reacciones adversas
Se producen reacciones locales como dolor, hinchazón o enrojecimiento en hasta el 50% de las personas vacunadas con PCV13; de éstas, el 8% se consideran graves. Las reacciones locales son más probables después de la 4.ª dosis que en las dosis anteriores. En los ensayos clínicos, se notificó fiebre superior a 38 °C (100,4 °F) en un porcentaje del 24-35% tras cualquier dosis de la serie primaria y se producen síntomas inespecíficos como disminución del apetito o irritabilidad en hasta el 80% de los receptores. En un estudio de seguridad de vacunas datalink, se produjeron convulsiones febriles en aproximadamente 1 de cada 83.000 a 1 de cada 6.000 niños a los que se administró PCV 13, y 1 de cada 21.000 a 1 de cada 2.000 de los que recibieron PCV13 y vacuna antigripal trivalente al mismo tiempo.

## Pruebas que apoyan la adición a los calendarios de vacunación sistemática
Tras la introducción de la vacuna antineumocócica conjugada en 2000, varios estudios describieron un descenso de la enfermedad neumocócica invasiva en Estados Unidos. Un año después de su introducción, un grupo de investigadores constató un descenso del 69% en la tasa de enfermedad invasiva en menores de dos años. En 2004, las tasas de ingresos por neumonía por cualquier causa habían descendido un 39% (IC del 95%: 22-52) y las tasas de hospitalizaciones por meningitis neumocócica disminuyeron un 66% (IC del 95%: 56,3-73,5) en niños menores de 2 años.
Las tasas de enfermedad neumocócica invasiva entre los adultos también han disminuido desde la introducción de la vacuna.

## Vacunación en países de renta baja
Según la Organización Mundial de la Salud (OMS), la enfermedad neumocócica es la principal causa de mortalidad infantil en todo el mundo, que puede prevenirse mediante vacunación. Sólo en 2008 mató a más de 500.000 niños menores de cinco años. Aproximadamente el noventa por ciento de estas muertes se producen en el mundo en desarrollo. Históricamente pasan entre 15 y 20 años antes de que una nueva vacuna llegue a una cuarta parte de la población del mundo en desarrollo.
El Plan acelerado de desarrollo e introducción de vacunas antineumocócicas (PneumoADIP) fue un proyecto financiado por la Alianza GAVI (GAVI) para acelerar la introducción de vacunas antineumocócicas en países de renta baja mediante asociaciones entre países, donantes, instituciones académicas, organizaciones internacionales y la industria. GAVI continúa esta labor y, a fecha de marzo de 2013, 25 países elegibles y apoyados por GAVI han introducido la vacuna antineumocócica conjugada. Además, otros 15 países GAVI tienen planes para introducir la vacuna en su programa nacional de inmunización y otros 23 países han aprobado el apoyo de GAVI para introducir la vacuna.

## Sociedad y cultura

### Estatus legal
El 16 de diciembre de 2021, el Comité de Medicamentos de Uso Humano (CHMP) de la Agencia Europea de Medicamentos (EMA) adoptó un dictamen positivo, recomendando la concesión de una autorización de comercialización para el medicamento Apexxnar, destinado a la profilaxis contra la neumonía neumocócica y la enfermedad invasiva asociada. El solicitante de este medicamento es Pfizer Europe MA EEIG. Apexxnar fue aprobado para uso médico en la Unión Europea en febrero de 2022

### Economía
Prevnar 13 es el producto más vendido de Pfizer. Sus ventas anuales ascendieron a 5 850 millones de dólares en 2020.

## Investigación
Merck está investigando una vacuna 21-valente (cuyo nombre en clave es V116) contra los serotipos de neumococo. La vacuna está dirigida a personas que viven con el VIH.

## Otras lecturas
- «Chapter 17: Pneumococcal Disease». Epidemiology and Prevention of Vaccine-Preventable Diseases (13th edición). Washington, D.C.: Public Health Foundation. 2015.